# 改变人生的大学
《改变人生的大学：四十所大学改变你对大学的看法》（英語：Colleges That Change Lives: 40 Schools That Will Change The Way You Think About College），是一本美国本科教育的指南书籍，作者是资深教育指导老师、前《纽约时报》教育专栏作家洛伦·普柏。1996年，该书首次出版；2000年再版、2006年三版、2013年第四版。这本书聚焦于美国本科大学申请中那些注重教育质量和学生发展的大学及其介绍。

## 概述
2006年，该书编委会成立非盈利的“改变人生的大学组织”，旨在聚焦于提升和支持学生为核心的大学搜索进程。该组织旨在提供每一位学生能够找寻到适合他们的、提供其终身发展和成功平台的学校。尽管作者洛伦·普柏于2008年去世，该组织仍然保持每年对二十六个城市和海外地区进行访问，并提供这些学校的信息和沟通机会。

## 学校
美国东北部
- 阿勒格尼学院（英语：Allegheny College） — 宾夕法尼亚州米德维尔
- 克莱克大学 — 马萨诸塞州伍斯特
- 古彻学院（英语：Goucher College） — 马里兰州陶森
- 罕布什尔学院 — 马萨诸塞州阿姆赫斯特（英语：Amherst, Massachusetts）
- 朱尼亚塔学院（英语：Juniata College） — 宾夕法尼亚州亨廷顿
- 万宝路学院（英语：Marlboro College） — 佛蒙特州马尔伯勒
- 麦克丹尼尔学院（英语：McDaniel College） —  馬里蘭州威斯敏斯特
- 圣约翰学院 — 马里兰州安那波利斯
- 乌尔辛纳斯学院（英语：Ursinus College） —宾夕法尼亚州克里朱维尔

美国南部
- 阿格尼丝·斯各特学院（英语：Agnes Scott College） — 喬治亞州第開特
- 伯明翰南方學院 — 亚拉巴马州伯明翰
- 中央学院（英语：Centre College） — 肯塔基州丹維爾
- 埃克德学院（英语：Eckerd College） — 佛羅里達州聖彼德斯堡
- 艾墨利与亨利学院（英语：Emory and Henry College） — 維吉尼亞州埃默里
- 基尔福特学院（英语：Guilford College） — 北卡罗来纳州格林斯伯勒
- 汉德里克斯学院（英语：Hendrix College） — 阿肯色州康威
- 林奇堡学院（英语：Lynchburg College） — 維吉尼亞州林奇堡
- 密尔赛普斯学院（英语：Millsaps College） — 密西西比州杰克逊
- 新佛罗里达学院（英语：New College of Florida） — 佛罗里达州萨拉索塔
- 罗德学院（英语：Rhodes College） — 田纳西州孟菲斯

美国中西部
- 安提亚克学院（英语：Antioch College） — Yellow Springs, Ohio
- 伯洛伊特学院 — Beloit, Wisconsin
- 康奈尔学院 — 愛荷華州芒特弗農
- 丹尼森大学 — Granville, Ohio
- 厄尔汉学院（英语：Earlham College） — 印第安纳州里士满
- 希尔斯达耳学院（英语：Hillsdale College） — 密歇根州希爾斯代爾
- 希拉姆学院（英语：Hiram College） — Hiram, Ohio
- 霍普学院 — 密歇根州霍兰
- 卡拉马祖学院（英语：Kalamazoo College） — 密歇根州卡拉马祖
- 诺克斯学院（英语：Knox College, Illinois） — 伊利诺伊州盖尔斯堡
- 劳伦斯大学 — Appleton, Wisconsin
- 俄亥俄卫斯理大学 — 俄亥俄州特拉华
- 圣奥拉夫学院（英语：St. Olaf College） — 明尼蘇達州諾斯菲爾德
- 瓦伯西學院 — 印第安纳州克劳福兹维尔
- 伊利诺伊州惠顿学院（英语：Wheaton College (Illinois)） — 伊利诺伊州惠顿
- 伍斯特学院 — 俄亥俄州伍斯特

美国西南部
- 奥斯汀学院（英语：Austin College） — 德克萨斯州谢尔曼
- 圣约翰学院 — 新墨西哥州圣达菲
- 加利福尼亚圣玛丽学院 — 加利福尼亚州莫拉加
- 西南大学（英语：Southwestern University） — 德克萨斯州乔治敦

美国西北部
- 常青州立学院（英语：The Evergreen State College） — 華盛頓州奧林匹亞
- 里德学院 — 俄勒岡州波特蘭
- 菩及海湾大学（英语：University of Puget Sound） — 华盛顿州塔科马
- 惠特曼学院（英语：Whitman College） —  华盛顿州瓦拉瓦拉
- 威拉姆特大学 — 俄勒岡州塞勒姆